# Ceramică de Marginea

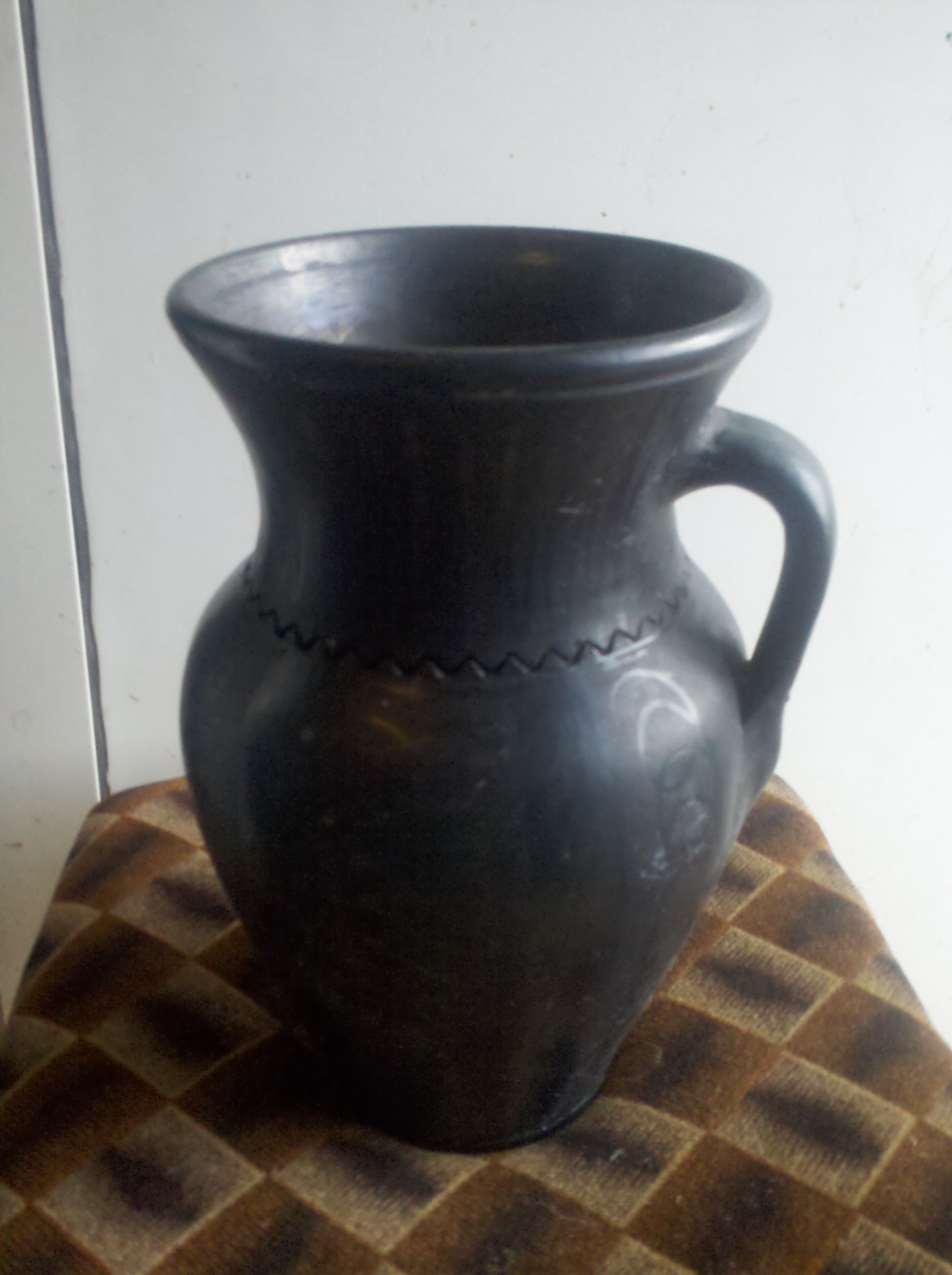
Ulcea aparţinând ceramicii de Marginea

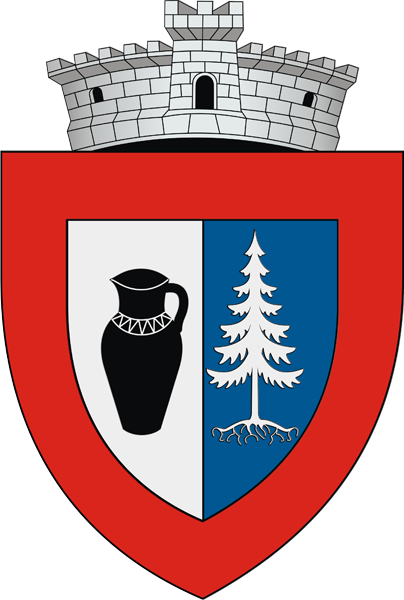
Stema comunei Marginea, care conţine şi un ulcior realizat în stilul ceramicii de Marginea

Ceramica de Marginea este o marcă de ceramică tipică pentru comuna Marginea din județul Suceava. Se caracterizează atât prin culoarea neagră pe care o dobândesc obiectele după ardere - rezultat al folosirii unei tehnologii preistorice, cât și prin ornamente - rezultat al folosirii unor tehnici specifice sau prin păstrarea unor forme tradiționale.

## Istorie
Ceramica de la Marginea apare ca rezultat al folosirii unei tehnologii de producție ce aparține culturii Horodiștea - Florești (perioada cea mai înfloritoare a ceramicii negre geto-dacice). 
În secolele XII-XV activitatea de olărit a cunoscut o dezvoltare puternică în nordul Moldovei și mai ales în regiune. Înainte de instaurarea regimului comunist în România, în Marginea existau în jur de 60 de ateliere de olari. Apoi, în anii comunismului, posesia unei roți de olar se pedepsea de către lege și din acest motiv mulți meșteri olari au renunțat la meseriile lor moștenite din străbuni. Mai târziu, însă, tot comuniștii au încercat prin cooperative artizanale relansarea acestei activități. 

## Tehnică
Tehnologia prin care se obțin oalele la Marginea este aceea de ardere înăbușită (reducătoare) și de lustruire cu ajutorul unui cremene. Pământul din care se fabrică oalele este adus de olari de la marginea satului și ars în cuptoare circa 9 ore pentru ca negrul de fum să pătrundă în vase și astfel să le dea culoarea neagră tipică acestora. Dacă în vechime aceste vase erau coapte în niște gropi adânci de 1,5 metri săpate în pământ, astăzi se ard în cuptoare înfundate cu lut.

## Forme și ornamente
Formele vaselor, de asemenea sunt străvechi, oale mari, străchini, ulcele și ulcioare, platouri, obiecte de decor. Obiectele prin frecarea cu cremenele capătă un luciu cenușiu-metalic. Prin mișcări de du-te-vino cu cremenele se pot obține forme pe suprafața obiectului prelucrat, linii frânte, spirale, desene stilizate etc. 

Vază din ceramică de Marginea